# Stazione di Marina di San Lorenzo
Stazione di Marina di San Lorenzo vasútállomás Olaszországban, Calabria régióban, San Lorenzo településen.

## Vasútvonalak
Az állomást az alábbi vasútvonalak érintik:
- Jonica-vasútvonal

## Kapcsolódó állomások
A vasútállomáshoz az alábbi állomások vannak a legközelebb:
- Stazione di Condofuri
- Stazione di Melito di Porto Salvo